# Mohamed Al-Zeno
Mohamed Al-Zeno (en árabe: محمد زينو‎; Aleppo, Siria; 5 de febrero de 1983) es un futbolista de Siria que juega en la posición de delantero con el Al-Fotuwa SC de la Liga Premier de Siria.

## Carrera

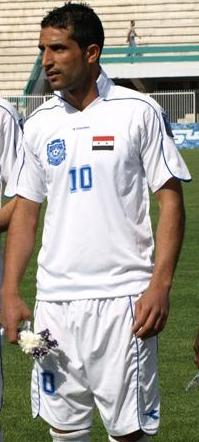
Zeno con el Al-Majd SC.

### Club
| Periodo   | Club              |
| --------- | ----------------- |
| 1999–2002 | Shorta Aleppo SC  |
| 2002–2004 | Al-Shorta Damasco |
| 2004–2007 | Al-Jaish Damasco  |
| 2007–2009 | Al-Majd SC        |
| 2009      | Rah Ahan FC       |
| 2010      | Al-Arabi          |
| 2010–2011 | Al Karamah FC     |
| 2011–2012 | Al-Nasr Kuwait    |
| 2012–2013 | Al-Salmiya SC     |
| 2013–2014 | Saham Club        |
| 2014–2015 | Muaither SC       |
| 2016–2018 | Al-Hussein Irbid  |
| 2018      | Al-Sareeh SC      |
| 2018–2020 | Taliya SC         |
| 2020-2021 | Al-Wahda Damasco  |
| 2021-     | Al-Fotuwa SC      |

### Selección nacional
Jugó para Siria en 48 ocasiones de 2004 a 2011 y anotó 15 goles; participó en la Copa Asiática 2011.

## Logros

### Club
- Copa de Siria (1): 2004
- Copa AFC (1): 2004

### Individual
- Goleador de la Liga Premier de Siria en 1999/2000.